# Tetraloniella graja
Tetraloniella graja är en biart som först beskrevs av Eduard Friedrich Eversmann 1852.  Tetraloniella graja ingår i släktet Tetraloniella och familjen långtungebin. Inga underarter finns listade i Catalogue of Life.